# John Fante
John Fante (Colorado, 8 d'abril de 1909 - Woodland Hills, Califòrnia, 1983) fou un escriptor estatunidenc. Nascut en una família humil d'origen italià, va estudiar a la Universitat de Colorado i es va traslladar a Califòrnia, on va ambientar la majoria de les seves novel·les. Són temes constants de les seves obres: la pobresa, el catolicisme amb relació a la comunitat italo-americana i la incomunicació, en la família o en la parella. Encara que es considera Charles Bukowski com el màxim representant del "realisme brut", aquest ha reconegut que en realitat es va inspirar en John Fante, afirmant que ell era el seu Déu. En els últims temps, i gràcies també a Bukowski, l'obra de Fante ha estat reeditada i difosa.
El fill de John Fante va ser el també escriptor Dan Fante (Los Angeles, 1944-2015), qui el 2011 va publicar el llibre Fante: a Memoir-A Family's Legacy of Writing, Drinking and Surviving.

## Obra
- The Road to Los Angeles (1933, publ.1985)
- Wait Until Spring, Bandini (1938)
- Pregunta-ho a la pols (1939)
- Dago Red (1940), recull de contes
- Plens de vida (1952)
- Brave Burro (book, with Rudolph Borchert) (1970)
- La germandat del raïm (1977)
- Dreams from Bunker Hill (1982)
- The Wine of Youth: Selected Stories (posthumously, 1985), Dago Red i recull de contes
- Un mal any (post. 1985; incompleta)
- A l'oest de roma (post., 1986), 2 novel·les
- Fante/Mencken: John Fante & H. L. Mencken: A Personal Correspondence, 1932–1950 (post., 1989), cartes
- John Fante: Selected Letters, 1932–1981 (post., 1991), cartes
- The Big Hunger: Stories, 1932–1959 (post., 2000), recull de contes.

## Influència
Dominique Deruddere va dirigir la versió cinematogràfica d'Espera la primavera, Bandini (Wait Until Spring, Bandini), realitzada el 1989. L'any 2006, Paramount Pictures va produir la pel·lícula Pregunta-ho a la pols (Ask the Dust), dirigida per Robert Towne i protagonitzada per Colin Farrell, Salma Hayek i Donald Sutherland.
Jan Louter va dirigir el 2006 un film documental sobre Fante titulat A Sad Flower in the Sand.
L'any 2001 es va estrenar al Denver Center for the Performing Arts l'obra teatral "1933" de Randal Myler i Brockman Seawell, basada en la novel·la 1933 was a Bad Year.

## Anàlisi
Les obres de Fante ofereixen un realisme rude, on es barreja el patetisme, la ironia, la immigració, o el racisme amb el dia a dia familiar. Forma part del grup d'escriptors nord-americans que treballen molt bé el diàleg i la psicologia conversacional.